# Montacher-Villegardin
Montacher-Villegardin est une commune française située dans le département de l'Yonne en région Bourgogne-Franche-Comté.
Ses habitants sont appelés les Achéromontains.

## Géographie
La commune de Montacher-Villegardin est située dans le nord-ouest du département de l'Yonne, dans le Gâtinais, non loin de la limite avec le Loiret. Elle est traversée par le Lunain.
Elle est traversée d'est en ouest par la voie romaine Sens-Orléans, dite chemin de César, actuellement D42.

### Hydrographie
La commune est arrosée par le Lunain, un affluent du Loing.

### Climat
Pour des articles plus généraux, voir Climat de la Bourgogne-Franche-Comté et Climat de l'Yonne.
En 2010, le climat de la commune est de type climat océanique dégradé des plaines du Centre et du Nord, selon une étude du Centre national de la recherche scientifique s'appuyant sur une série de données couvrant la période 1971-2000. En 2020, Météo-France publie une typologie des climats de la France métropolitaine dans laquelle la commune est exposée à un climat océanique altéré et est dans la région climatique  Nord-est du bassin Parisien, caractérisée par un ensoleillement médiocre, une pluviométrie moyenne régulièrement répartie au cours de l’année et un hiver froid (3 °C). 
Pour la période 1971-2000, la température annuelle moyenne est de 10,7 °C, avec une amplitude thermique annuelle de 15,6 °C. Le cumul annuel moyen de précipitations est de 752 mm, avec 11,4 jours de précipitations en janvier et 7,5 jours en juillet. Pour la période 1991-2020, la température moyenne annuelle observée sur la station météorologique de Météo-France la plus proche, « Savigny-sur-Clairis », sur la commune de Savigny-sur-Clairis à 12 km à vol d'oiseau, est de 11,3 °C et le cumul annuel moyen de précipitations est de 732,3 mm. 
La température maximale relevée sur cette station est de 41,9 °C, atteinte le 25 juillet 2019 ; la température minimale est de −21 °C, atteinte le 16 janvier 1985,,. 
Les paramètres climatiques de la commune ont été estimés pour le milieu du siècle (2041-2070) selon différents scénarios d'émission de gaz à effet de serre à partir des nouvelles projections climatiques de référence DRIAS-2020. Ils sont consultables sur un site dédié publié par Météo-France en novembre 2022.

## Urbanisme

### Typologie
Au 1er janvier 2024, Montacher-Villegardin est catégorisée commune rurale à habitat dispersé, selon la nouvelle grille communale de densité à sept niveaux définie par l'Insee en 2022.
Elle est située hors unité urbaine et hors attraction des villes,.

### Occupation des sols
L'occupation des sols de la commune, telle qu'elle ressort de la base de données européenne d’occupation biophysique des sols Corine Land Cover (CLC), est marquée par l'importance des territoires agricoles (84,6 % en 2018), une proportion identique à celle de 1990 (84,6 %). La répartition détaillée en 2018 est la suivante : 
terres arables (71,9 %), forêts (14,5 %), zones agricoles hétérogènes (12,6 %), zones urbanisées (1 %). L'évolution de l’occupation des sols de la commune et de ses infrastructures peut être observée sur les différentes représentations cartographiques du territoire : la carte de Cassini (XVIIIe siècle), la carte d'état-major (1820-1866) et les cartes ou photos aériennes de l'IGN pour la période actuelle (1950 à aujourd'hui).

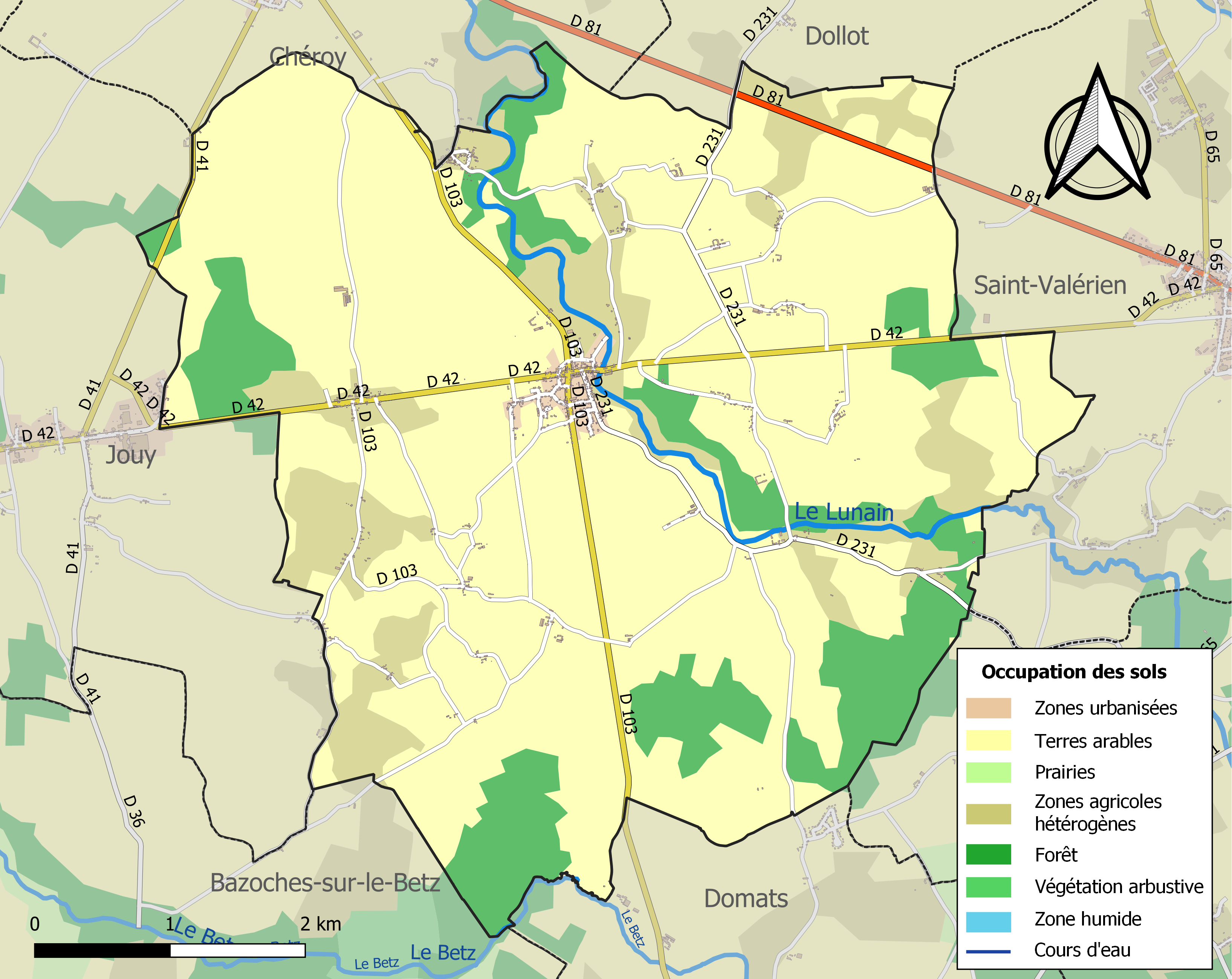
Carte des infrastructures et de l'occupation des sols de la commune en 2018 (CLC).

## Toponymie
La commune de Montacher-Villegardin est issue de la fusion des communes de Montacher et de Villegardin en 1965.

### Montacher
La commune de Montacher est citée pour la première fois dans un privilège du pape Adrien IV, daté du 11 avril 1156, en faveur de l'archevêché de Sens sous l'appellation de « Montacherium ».
Étymologiquement, le nom serait composé du mot latin mons (la colline, la montagne) et d'un personnage germanique, Acherius, qui aurait donné son nom au site.

### Villegardin
La plus ancienne mention de la commune est faite par Maximilien Quantin dans son Cartulaire générale de l'Yonne en 1261 sous l'appellation de Villagardana.
Le nom de la commune pourrait venir de villa agerdin, c'est-à-dire une dépendance agricole (villa) dépendant de Sens (Agerdin pourrait être une variante de Agedincum). Une seconde hypothèse suggère qu'agerdin serait en réalité un patronyme féminin germanique tel que Varda.

## Histoire
Des fouilles effectuées dans la vallée du Lunain au début du xxe siècle révèlent des traces d'habitat néolithique sur le territoire de la commune.
Le 15 juin 1940, un bombardement allemand détruit plusieurs maisons  de Montacher ainsi qu'une partie de l'église.
La commune est issue de la fusion au 1er janvier 1965 des deux anciennes communes de Montacher (code INSEE : 89264) et Villegardin (code INSEE : 89455).

## Politique et administration
La liste présente les maires de Montacher-Villegardin à partir de la fusion des deux communes en 1965. Ainsi, le dernier maire de Villegardin, Maurice Mannevy, a succédé au premier maire de Montacher-Villegardin, Roger Foin.
| Période                                  | Période | Identité                     | Étiquette | Qualité                     |
| ---------------------------------------- | ------- | ---------------------------- | --------- | --------------------------- |
| 1965                                     | 1977    | Roger Foin                   |           | Ancien Maire de Montacher   |
| 1977                                     | 1983    | Maurice Mannevy              |           | Ancien Maire de Villegardin |
| 1983                                     | 2001    | Roger Boucher                |           |                             |
| 2001                                     | 2008    | Jean-Claude Pinguet-Rousseau |           |                             |
| 2008                                     | 2014    | Jean Bord-Gérard             |           |                             |
| 2014                                     | 2020    | Philippe Regnard             |           |                             |
| 2020                                     | 2022    | Étienne Chilot               |           |                             |
| Les données manquantes sont à compléter. |         |                              |           |                             |

## Démographie
L'évolution du nombre d'habitants est connue à travers les recensements de la population effectués dans la commune depuis 1793. Pour les communes de moins de 10 000 habitants, une enquête de recensement portant sur toute la population est réalisée tous les cinq ans, les populations de référence des années intermédiaires étant quant à elles estimées par interpolation ou extrapolation. Pour la commune, le premier recensement exhaustif entrant dans le cadre du nouveau dispositif a été réalisé en 2005.

En 2022, la commune comptait 719 habitants, en évolution de −6,38 % par rapport à 2016 (Yonne : −1,95 %, France hors Mayotte : +2,11 %).
| 1793 | 1800 | 1806 | 1821 | 1831 | 1836  | 1841  | 1846  | 1851  |
| ---- | ---- | ---- | ---- | ---- | ----- | ----- | ----- | ----- |
| 607  | 644  | 665  | 704  | 996  | 1 079 | 1 032 | 1 066 | 1 102 |

| 1856  | 1861  | 1866  | 1872  | 1876 | 1881 | 1886 | 1891 | 1896 |
| ----- | ----- | ----- | ----- | ---- | ---- | ---- | ---- | ---- |
| 1 007 | 1 019 | 1 037 | 1 011 | 718  | 686  | 679  | 650  | 600  |

| 1901 | 1906 | 1911 | 1921 | 1926 | 1931 | 1936 | 1946 | 1954 |
| ---- | ---- | ---- | ---- | ---- | ---- | ---- | ---- | ---- |
| 620  | 579  | 597  | 473  | 478  | 449  | 490  | 484  | 441  |

| 1962 | 1968 | 1975 | 1982 | 1990 | 1999 | 2005 | 2006 | 2010 |
| ---- | ---- | ---- | ---- | ---- | ---- | ---- | ---- | ---- |
| 446  | 529  | 509  | 537  | 534  | 597  | 679  | 689  | 781  |

| 2015 | 2020 | 2022 | - | - | - | - | - | - |
| ---- | ---- | ---- | - | - | - | - | - | - |
| 773  | 715  | 719  | - | - | - | - | - | - |

## Culture locale et patrimoine

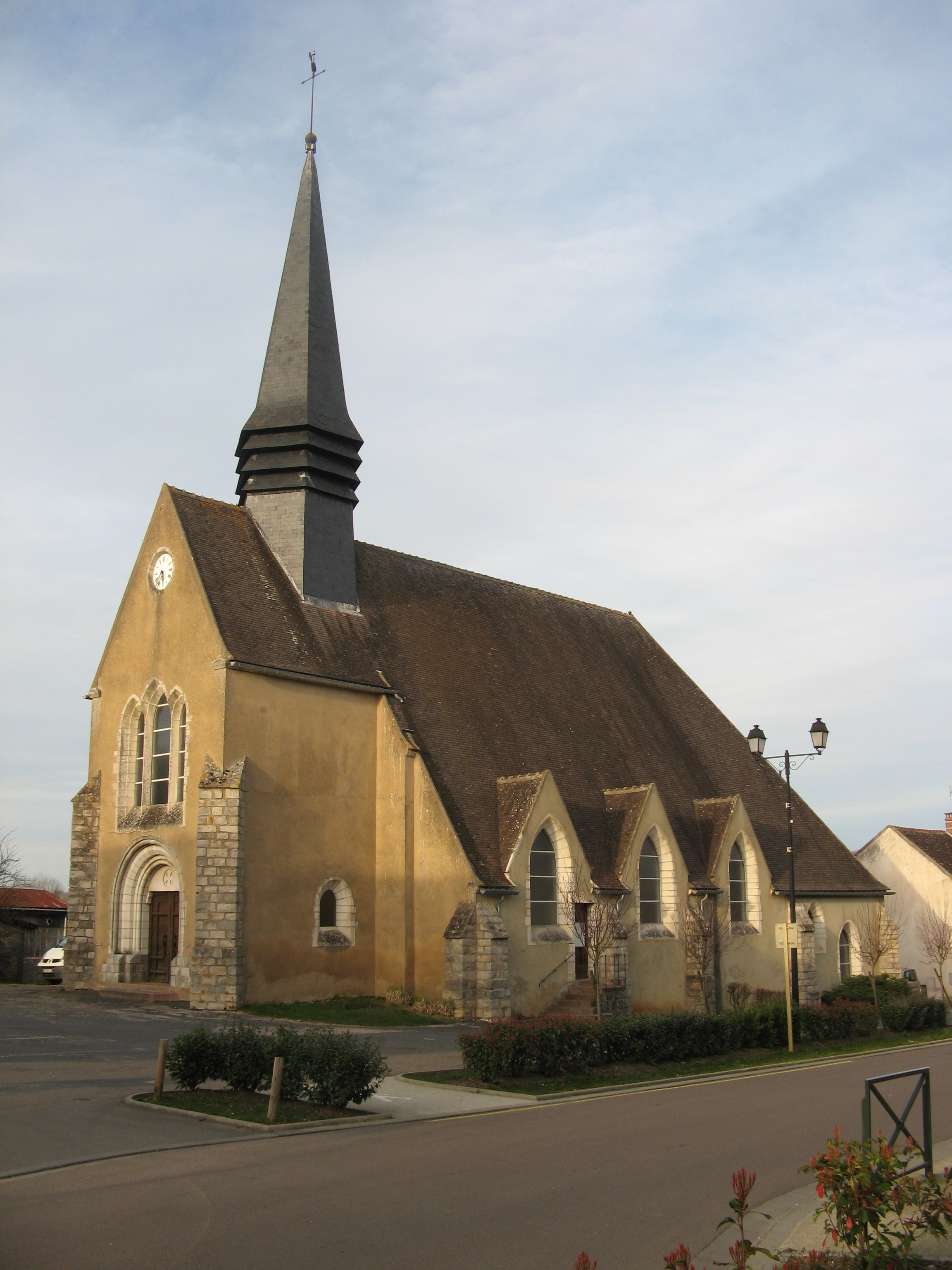
Église Saint-Éloi de Montacher

### Lieux et monuments
- L'église Saint-Éloi de Montacher reconstruite en grande partie après le bombardement de juin 1940.
- L'église Saint-Nicolas de Villegardin du XIIe siècle-XIIIe siècle.
- La Pierre Pointe ou Pierre Pointue, menhir inscrit au titre des monuments historiques en 1952[26].
- Chateau de Vertron : Au cours du XIVe et XVe siècles apparaissent les mentions des seigneuries de Vertron et de La Brosse Pâlis dont les bâtiments existent toujours. A Vertron le château actuel a été reconstruit au milieu du XVIIIe siècle par Jacques de Mesmes alors qu’à La Brosse Pâlis seuls subsistent deux des quatre pavillons du XVe siècle.

### Personnalités liées à la commune
- Yves Vincent (1921-2016), acteur, résidant et mort dans cette ville.

### Événements
- La ronde des 16 clochers

### Héraldique
| Blason de Montacher-Villegardin | Blason  | D'azur à l'église à double nef d'argent, maçonnée de sable, couverte de gueules, ouverte et ajourée du champ, le clocher essoré de sable, ajouré du champ et campané d'or, ladite église posée sur une voie romaine d'argent, mise en fasce et sommant une tierce ondée d'argent ; au chef du même chargé de trois écrevisses de gueules. |
| Blason de Montacher-Villegardin | Détails | Adopté en 2018. |

## Pour approfondir